# Nagaina berlandi
Nagaina berlandi är en spindelart som beskrevs av Soares, Camargo 1948. Nagaina berlandi ingår i släktet Nagaina och familjen hoppspindlar. Inga underarter finns listade i Catalogue of Life.